# 托莫尔
托莫尔，是匈牙利包尔绍德-奥包乌伊-曾普伦州所辖的一个村。总面积12.89平方公里，总人口220，人口密度17.1人/平方公里（2011年1月1日）。